# Ґжибно (Великопольське воєводство)
Ґжибно (пол. Grzybno) — село в Польщі, у гміні Бродниця Сьремського повіту Великопольського воєводства.
Населення — 339 осіб (2011).
У 1975-1998 роках село належало до Познанського воєводства.

## Демографія
Демографічна структура станом на 31 березня 2011 року:
|          | Загалом | Допрацездатний вік | Працездатний вік | Постпрацездатний вік |
| -------- | ------- | ------------------ | ---------------- | -------------------- |
| Чоловіки | 175     | 46                 | 119              | 10                   |
| Жінки    | 164     | 41                 | 92               | 31                   |
| Разом    | 339     | 87                 | 211              | 41                   |